# Bôrka
Bôrka (węg. Barka) – wieś (obec) w powiecie Rożniawa w kraju koszyckim, na Słowacji.

## Położenie
Leży 23 km na wschód od Rożniawy, na wysokości 564 m n.p.m., w górnej części doliny potoku Čremošná, w tzw. Bruździe Borczańskiej. Od południa wznoszą się nad wsią strome, częściowo skaliste zbocza płaskowyżu Horný vrch, a od północy znacznie łagodniejsze stoki Płaskowyżu Bôrčianskiego. Ku wschodowi tereny wsi podnoszą się na oddzielające te dwie jednostki Bôrčianské sedlo (670 m n.p.m.).

## Historia
Pierwsza wzmianka pisemna o wsi pochodzi z 1409 r., kiedy to była wspomniana jako należąca do feudalnego państwa turniańskiego, jednak jest najprawdopodobniej o wiele starsza. W 1849 r. stacjonowały tu oddziały wojsk rosyjskich, skierowanych do tłumienia rewolucji węgierskiej. W 1873 r. dosięgła wieś wielka zaraza morowa, natomiast w 1883 r. zniszczyła ją powódź. Od 1918 r. wchodziła w skład pierwszej Republiki Czechosłowackiej. Od 2 listopada 1938 r. do 8 maja 1945 r. była – na podstawie tzw. pierwszego arbitrażu wiedeńskiego – włączona do państwa węgierskiego. Od 1945 r. ponownie w granicach Czechosłowacji, a od 1993 r. – nowo powstałego państwa słowackiego.
Mieszkańcy Bôrki zajmowali się pierwotnie hodowlą bydła, pracą w lesie i produkcją wyrobów z drewna. W XIX w. pracowali też w tutejszych kopalniach rudy żelaza oraz w istniejącej wówczas we wsi niewielkiej hucie. Obecnie pracują głównie w leśnictwie lub w niedalekiej Rożniawie.

## Zabytki
- Dwór szlacheckiego rodu Zichy-Ferraris, neobarokowy, wzniesiony z końcem XIX w. przez rozbudowę starszej budowli, pochodzącej z połowy XVIII w. Parterowy, murowany, dach mansardowy, kryty pierwotnie gontem (obecnie blachą), ze ścianami szczytowymi zdobionymi rustyką i pilastrami oraz z dużą boczną werandą z wielkimi oknami.
- Kościół ewangelicko-reformowany, klasycystyczny, wzniesiony po 1794 r., z wieżą dostawioną z boku w 1804 r. Jednonawowy, nawa przykryta sklepieniem zwierciadlanym. W wieży 2 dzwony, starszy z 1793 r.
- Kościół katolicki pod wezwaniem Matki Boskiej z Karmelu, barokowo-klasycystyczny, wzniesiony w 1759 r. na fundamentach dawnego kościoła gotyckiego, pochodzącego z 1482 r. Przebudowany w 1896 r. Ołtarz główny neoklasycystyczny, mieści starszy, barokowy obraz pątniczy Matki Bożej z początków XVIII w. Ambona z XVIII w., późnobarokowa, drewniana z poligonalnym parapetem. W wyposażeniu świątyni również wielki obraz Ofiarowanie Chrystusa z połowy XVIII w. w ramie z epoki, obraz przedstawiający św. Józefa z połowy XVIII w., rzeźba Madonny z końca XVIII w. w stylu ludowego baroku oraz dwa ludowe Ukrzyżowania z połowy XIX w. W dzwonnicy 3 dzwony, z nich najstarszy z 1635 r.
- Kaplica Matki Bożej Karmelu nad wsią – lokalne miejsce pielgrzymkowe (odpust 16 lipca lub w najbliższą niedzielę po tej dacie).